# Nemzetközi Rádióamatőr Szövetség
A Nemzetközi Rádióamatőr Szövetség (IARU) nemzeti rádióamatőr szervezetek nemzetközi konföderációja, amely fórumot biztosít a rádióamatőr üzemeltetők számára világszerte. A rádióamatőrök közös ügyeit képviseli, és együttesen képviseli a a nemzeti rádióamatőr szervezeteket a Nemzetközi Távközlési Egyesületben (ITU).
A Nemzetközi Rádióamatőr Szövetség 1925-ben alakult, és 2021 júliusában 160 nemzeti tagegyesületből áll. Az IARU magyarországi tagegyesülete a Magyar Rádióamatőr Szövetség.

## Megalakulása
A Franciaország, Nagy-Britannia, Belgium, Svájc, Olaszország, Spanyolország, Luxemburg, Kanada és az Egyesült Államok képviselőinek 1924-es informális találkozóját követően megfogalmazták azt a tervet, hogy 1925 áprilisában Párizsban tartsanak egy Nemzetközi Rádióamatőr Kongresszust. Ezt a kongresszust egy nemzetközi rádióamatőr szervezet megalapítása céljából tartották. A kongresszuson Európa, Amerika és Ázsia 23 országának képviselői vettek részt.
Április 17-én elfogadták az IARU alapszabályát, és 1925. április 18-án ratifikálták a Nemzetközi Rádióamatőr Szövetség megalakulását.  Ma ennek hatására ünnepeljük a Rádióamatőr Világnapot április 18.-án.
A kongresszus jegyzőkönyve angol, francia és eszperantó nyelven készült.

## Az IARU célja
Az IARU világszerte képviseli a rádióamatőr szolgálatok érdekeit az érintett nemzetközi szervezetek előtt, előmozdítva az amatőr rádiózás érdekeit, és igyekszik megvédeni és fokozni spektrumjogait.
Az IARU arra törekszik, hogy együttműködjön a spektrumkiosztást befolyásoló szervezetekkel és másokkal, ahol az amatőr rádiózás céljai egybeesnek.
Az IARU-t az Egyesült Nemzetek Szervezete nem kormányzati szervezetként (NGO) ismeri el, mivel konzultatív státusszal rendelkezik más ENSZ-szervekkel, azaz a Nemzetközi Távközlési Unióval (ITU). Az ITU elismeri az IARU-t nemzetközi szervezetként.
Az IARU közel egy évszázada dolgozik együtt az ITU-val:
- a rádiókommunikációs szektor (ITU-R) ágazati tagja, teljes mértékben részt vesz az ITU-R munkájában, mivel az amatőr rádióspektrumot érint
- a fejlesztési szektorban (ITU-D), amely a fejlődő országokkal és a vészhelyzeti kommunikációval kapcsolatos.

1947-ben az IARU volt az egyik első nemzetközi szervezet, amely hivatalos támogatási és együttműködési megállapodást kötött az Egyesült Nemzetek Szervezetével. Ma az IARU konzultatív státuszban van az ECOSOC-nál.

## Az IARU működése[3]
Az IARU irányítását az Alapszabály határozza meg. Minden régiónak van saját alapszabálya is.
Az IARU-t globálisan az Adminisztratív Tanács (AC) irányítja, amely a tisztekből és az egyes régiók két képviselőjéből áll.

### Az igazgatási tanács:
- Az elnök irányításával koordinálja a rádióamatőr nemzetközi távközlési konferenciákon történő képviseletét vagy érdekeit a területi szervezetekkel
- a területi szervezetekkel szoros együttműködésben távlati tervezést készít az amatőr rádiózás alapvető céljainak megőrzésére
- koordinátorként szolgál a területi szervezetek között minden közös érdekű kérdésben
- olyan javaslatokat fogalmaz meg a tagtársaságok számára, amelyek szükségesek lehetnek az IARU céljainak megvalósításához és
- olyan határozatokat és ajánlásokat fogad el, amelyek elősegítik az IARU működését.

Az AC-t és az IARU-t a Nemzetközi Titkárság támogatja, amelyet az IARU egyik tagtársasága (jelenleg ARRL) biztosít.
Az IARU elnökét és alelnökét a tagszervezetek választják meg a Nemzetközi Titkárság által koordinált kiválasztási folyamatot követően. Öt évig szolgálnak.
A három régió meghatározza saját stratégiáját az általános IARU keretein belül, háromévente megrendezett Általános Konferenciáikon keresztül. A tisztségviselőket és a végrehajtó bizottságokat minden Általános Konferencián választják meg.
A tagtársaságokat az IARU tagjaivá választják világszerte, de részt vesznek saját régiójuk munkájában.
Az IARU fő tevékenysége az amatőr rádióspektrum érdekeinek képviselete az ITU, a regionális távközlési szervezetek és a CISPR felé. Az irányelveket a tagtársaságokkal partnerségben dolgozzák ki, és az IARU nagymértékben támaszkodik a tagtársaságok szakértőire, hogy állásfoglalásokat dolgozzanak ki, és támogassák az IARU álláspontját a szabályozási üléseken.

### Önkéntesek
Az IARU munkáját, beleértve a webes megjelenést és egyéb publikációk létrehozását, teljes egészében önkéntesek végzik.
"Amit csinálunk, egyszerre kihívást jelent és gazdagít. Öröm és kiváltság egy rendkívül motivált és tehetséges emberekből álló globális csapat tagjának lenni, akik összefognak annak érdekében, hogy az amatőr rádió jövője olyan fényes legyen, mint a múltja. Mindannyian úgy érezzük, hogy az amatőr rádiózás gazdagította életünket. Az IARU-n keresztül az amatőr rádiózás védelmében, népszerűsítésében és előmozdításában végzett munka az egész világon az egyik módja annak, hogy visszafizessük mindazt, amit nyertünk, és lehetőséget adjunk a jövő nemzedékeinek, hogy megtapasztalják azt, amit mi élveztünk."
A legtöbb IARU önkéntes az IARU tagtársaságon belüli önkéntességgel kezd. Ez gyakran a regionális szervezetük bizottságaiban vagy munkacsoportjaiban való részvételhez vezet. Az ITU-nál vagy hasonló szervezeteknél nemzetközi tapasztalattal rendelkező rádióamatőrök azt tapasztalhatják, hogy tehetségüket a regionális vagy globális IARU-szervezeteknél kamatoztatni tudják.

## Finanszírozása[5]
Az IARU tagtársaságai annak a regionális IARU szervezetnek fizetnek tagdíjat, amelyhez tartoznak. A regionális szervezetek a regionális konferenciákon a tagtársaságok által elfogadott költségvetés szerint fordítják bevételeiket.
A regionális szervezetek illetékbevételük 10%-át a Nemzetközi Titkárságnak fizetik be, hogy fedezzék a Nemzetközi Titkárságnál felmerülő olyan kiadások egy részét, amelyek meghaladják az alkotmányos kötelezettségét. Ezek a költségek elsősorban az amatőr és műholdas amatőr szolgálatok képviseletéhez kapcsolódnak az ITU-nál és más nemzetközi szervezeteknél.
A tagtársaságok, köztük a Nemzetközi Titkárság bevétele a tagtársaságok egyes tagjai által fizetett tagdíjakból származik. Ha egy rádióamatőr vagy rádióamatőr barát csatlakozik nemzeti rádióamatőr tagegyesületéhez (ez Magyarországon az MRASZ), a tagdíj egy része a nemzetközi képviselet költségeinek kompenzálását segíti elő.

## Tevékenysége

### Spektrumvédelem
Az IARU legfontosabb célja a rádiófrekvenciás spektrum elérhetőségének biztosítása az rádióamatőr szolgálatok számára. Ez egyrészt az amatőr szolgálatok frekvenciakiosztását, másrészt azt is jelenti, hogy a spektrumot tisztán kell tartani az elektromos eszközök nem kívánt sugárzásától.
Az elmúlt években az IARU-t nagyon aggasztja az amatőrsávok növekvő zajszintje. A zajforrások közé tartoznak:
- a napelemes PV-berendezések
- PLT-rendszerek (BPL)
- DSL-rendszerek
- alacsony fogyasztású digitális eszközök

széles skálája, amelyek közül sok rosszul megtervezett és nem felel meg a jelenlegi európai kibocsátási szabványoknak. Valószínűleg az elektromos járművek vezeték nélküli energiaátvitele jelenti a másik nagy veszélyt a rádiókommunikációra.
Az IARU aktívan részt vesz a nemzetközi szabványügyi fórumokon, és határozottan hozzájárul a megfelelő kibocsátási határértékek fenntartása melletti érveléshez, hogy megelőzze a rádiószolgáltatások káros interferenciáját.
E munka részeként fontos, hogy az egyes rádióamatőr szolgáltatók jelezzék nemzeti szabályozójuk felé, ha nem rádiós eszközöktől káros interferenciát szenvednek el.
A spektrumvédelemnek van egy másik szempontja, hogy az amatőr spektrum ne települjön be olyan állomásokkal, amelyek nem jogosultak arra, hogy ott működjenek.

### Az IARU szerepe a spektrumjogokban
Az amatőr és a műholdas amatőr szolgálatok viszonylag szűk frekvenciasávokat osztanak ki 135,7 kHz és 250 GHz között. Az IARU fő küldetése a minősített szolgáltatók spektrum-hozzáférésének nem kereskedelmi alapon történő védelme.
Az IARU-t az ITU, valamint a WRC folyamatában fontos szerepet játszó regionális távközlési szervezetek (RTO) elismerik az amatőr és amatőr-műholdas szolgálatok képviselőjeként. Az IARU tagtársaságok felelősek az IARU képviseletéért nemzeti távközlési igazgatási és szabályozó hatóságaik előtt.

### GAREC - Globális rádióamatőr vészhelyzeti kommunikációs konferenciák
A GAREC (Global Amateur Radio Emergency Communications Conferences) a Nemzetközi Rádióamatőr Szövetség által évente megrendezett konferencia a természeti katasztrófák és egyéb vészhelyzetek idején zajló rádióamatőr tevékenységek megvitatása céljából.
Mottója: „Életmentés a vészhelyzeti kommunikációval”.
A GAREC-et először 2005-ben, a finnországi Tamperében rendezték meg, egy időben a tamperei egyezmény elfogadásával, amely egy globálisan kötelező érvényű vészhelyzeti kommunikációs szerződés.

### Szerepe a rádiós sportokban
Az IARU rádiósport tevékenységeket szervez és népszerűsít világszerte.
- kihirdeti a nagysebességű távírásra vonatkozó szabályokat, szponzorálja a regionális és világbajnokságokat.
- kihirdeti azokat a szabályokat, amelyeket a legtöbb versenyen az amatőr rádiós iránykeresésben (rókavadászat) alkalmaznak, beleértve az IARU által szponzorált regionális és világbajnokságokat is.
- az éves IARU HF világbajnokságot is támogatja az amatőr rádióversenyeken.
- ezeknek a rádiósport-eseményeknek egyikét sem közvetlenül adminisztrálja, hanem a fogadó szervezeteken keresztül engedélyezi és szponzorálja azokat.

### A WAC díj
Az IARU évek óta kiadta a Worked All Continents tanúsítványt azon rádióamatőrök számára, akik rádiós összeköttetést létesítenek amatőrtársaikkal a világ hat állandóan lakott kontinentális területén. Különdíjak és ajánlások is elérhetők különböző amatőrsávok és adásmódok számára.

### Amatőrállomás
Az IARU a Connecticut állambeli Newington-i központjában tart fenn rádióállomást. Hívójele NU1AW.
A "NU" hívójelprefix az 1928 előtti korszakból származik, amikor az amatőrök saját előtagjaikat alkották meg, és informálisan ezekkel a betűkkel mutatták meg, hogy "Észak-Amerika – USA (North USA"-ban vannak. Az "AW" utótag az American Radio Relay League-vel való kapcsolatot jelenti, amelynek saját állomása a W1AW. A NU1AW gyakran aktív rádióamatőr versenyeken.

## Regionális- és tagszervezetek
Az ITU és az IARU körzetei területileg ekvivalensek.

### Az 1. ITU körzetben
- Elnök:  Sylvain Azarian, F4GKR
- Alelnök:  Hani Raad, OD5TE
- Titkár:  Mats Espling, SM6EAN
- Gazdasági vezető:  Andreas Thiemann, HB9JOE

| Ország                           | A tagszervezet neve                                       | Rövidítése                                      |
| -------------------------------- | --------------------------------------------------------- | ----------------------------------------------- |
| Albania                          | Albanian Amateur Radio Association                        | AARA                                            |
| Algeria                          | Association of Algerian Radio Amateurs                    | ARA                                             |
| Andorra                          | Andorran Amateur Radio Union                              | URA                                             |
| Armenia                          | Federation of Radiosport of the Republic of Armenia       | FRRA                                            |
| Austria                          | Austrian Amateur Radio Society                            | OEVSV                                           |
| Azerbaijan                       | Federation of Radiosport of the Republic of Azerbaijan    | FRS                                             |
| Bahrain                          | Bahrain Amateur Radio Society                             | BARS                                            |
| Belarus                          | Belarusian Federation of Radioamateurs and Radiosportsmen | BFRR                                            |
| Belgium                          | Royal Union of Belgian Radio Amateurs                     | UBA                                             |
| Bosnia and Herzegovina           | Amateur Radio Association of Bosnia and Hercegovina       | ARAuBiH                                         |
| Botswana                         | Botswana Amateur Radio Society                            | BARS                                            |
| Bulgaria                         | Bulgarian Federation of Radio Amateurs                    | BFRA                                            |
| Burkina Faso                     | Burkina Faso Amateur Radio Association                    | ARBF                                            |
| Burundi                          | Burundian Amateur Radio and Television Association        | ABART                                           |
| Cameroon                         | Cameroon Amateur Radio Association                        | ARTJ                                            |
| Ivory Coast                      | Ivorian Amateur Radio Association                         | ARAI                                            |
| Croatia                          | Croatian Amateur Radio Association                        | HRS                                             |
| Cyprus                           | Cyprus Amateur Radio Society                              | CARS                                            |
| Czech Republic                   | Czech Radio Club                                          | CRK                                             |
| Democratic Republic of the Congo | Congolese Amateur Radio Association                       | ARAC                                            |
| Denmark                          | Danish Amateur Radio Experimenters                        | EDR                                             |
| Djibouti                         | Djibouti Amateur Radio Association                        | ARAD                                            |
| Egypt                            | Egyptian Radio Amateurs Society for Development           | ERASD                                           |
| Estonia                          | Estonian Radio Amateurs' Union                            | ERAU                                            |
| Eswatini                         | Radio Society of Eswatini                                 | RSE                                             |
| Ethiopia                         | Ethiopian Amateur Radio Society                           | EARS                                            |
| Faroe Islands                    | Radio Amateurs of the Faroe Islands                       | FRA                                             |
| Finland                          | Finnish Amateur Radio League                              | SRAL                                            |
| France                           | Network of French Transmitters                            | REF                                             |
| Gabon                            | Gabonese Amateur Radio Association                        | AGRA                                            |
| Gambia                           | Radio Society of The Gambia                               | RSTG                                            |
| Georgia                          | National Association of Radio Amateurs of Georgia         | NARG                                            |
| Germany                          | German Amateur Radio Club                                 | DARC                                            |
| Ghana                            | Ghana Amateur Radio Society                               | GARS                                            |
| Gibraltar                        | Gibraltar Amateur Radio Society                           | GARS                                            |
| Greece                           | Radio Amateur Association of Greece                       | RAAG                                            |
| Guinea                           | Guinean Amateur Radio Association                         | ARGUI                                           |
| Hungary                          | Hungarian Amateur Radio Association                       | MRASZ                                           |
| Iceland                          | Icelandic Radio Amateurs                                  | IRA                                             |
| Iraq                             | Iraqi Amateur Radio Society                               | IARS                                            |
| Ireland                          | Irish Radio Transmitters Society                          | IRTS                                            |
| Israel                           | Israel Amateur Radio Club                                 | IARC                                            |
| Italy                            | Italian Amateur Radio Association                         | ARI                                             |
| Jordan                           | Royal Jordanian Radio Amateur Society                     | RJRAS                                           |
| Kazakhstan                       | Kazakhstan Federation of Radiosport and Radio Amateur     | KFRR                                            |
| Kenya                            | Amateur Radio Society of Kenya                            | ARSK                                            |
| Kosovo                           | Kosovo Amateur Radio Association                          | SHRAK                                           |
| Kuwait                           | Kuwait Amateur Radio Society                              | KARS                                            |
| Kyrgyzstan                       | Amateur Radio Union of the Kyrgyz Republic                | ARUKR                                           |
| Latvia                           | Latvian Amateur Radio League                              | LRAL                                            |
| Lebanon                          | Radio Amateurs of Lebanon                                 | RAL                                             |
| Lesotho                          | Lesotho Amateur Radio Society                             | LARS                                            |
| Liberia                          | Liberia Radio Amateur Association                         | LRAA                                            |
| Liechtenstein                    | Amateur Radio Association of Liechtenstein                | AFVL                                            |
| Lithuania                        | Lithuanian Amateur Radio Society                          | LRMD                                            |
| Luxembourg                       | Luxembourg Amateur Radio Society                          | RL                                              |
| Mali                             | Club of Radio Amateurs and Affiliates of Mali             | CRAM                                            |
| Malta                            | Malta Amateur Radio League                                | MARL                                            |
| Mauritius                        | Mauritius Amateur Radio Society                           | MARS                                            |
| Moldova                          | Amateur Radio Society of Moldova                          | ARM                                             |
| Monaco                           | Monegasque Amateur Radio Association                      | ARM                                             |
| Mongolia                         | Mongolian Radio Sport Federation                          | MRSF                                            |
| Montenegro                       | Montenegrin Amateur Radio Pool                            | MARP                                            |
| Morocco                          | Royal Moroccan Amateur Radio Association                  | ARRAM                                           |
| Mozambique                       | Mozambique Amateur Radio League                           | LREM                                            |
| Namibia                          | Namibian Amateur Radio League                             | NARL                                            |
| Netherlands                      | Dutch Association for Experimental Radio Research         | VERON                                           |
| Nigeria                          | Nigeria Amateur Radio Society                             | NARS                                            |
| North Macedonia                  | Radio Amateur Society of North Macedonia                  | RSM                                             |
| Norway                           | Norwegian Radio Relay League                              | NRRL                                            |
| Oman                             | Royal Omani Amateur Radio Society                         | ROARS                                           |
| Poland                           | Polish Amateur Radio Union                                | PZK                                             |
| Portugal                         | Network of Portuguese Transmitters                        | REP                                             |
| Qatar                            | Qatar Amateur Radio Society                               | QARS                                            |
| Republic of the Congo            | Congolese Amateur Radio Union                             | URAC                                            |
| Romania                          | Romanian Federation of Amateur Radio                      | FRR                                             |
| Russia                           | Russian Amateur Radio Union                               | SRR                                             |
| Rwanda                           | Rwanda Amateur Radio Union                                | RARU                                            |
| San Marino                       | Radio Amateur Association of the Republic of San Marino   | ARRSM                                           |
| Saudi Arabia                     | Saudi Amateur Radio Society                               | SARS                                            |
| Senegal                          | Senegalese Amateur Radio Association                      | ARAS                                            |
| Serbia                           | Amateur Radio Union of Serbia                             | SRS                                             |
| Seychelles                       | Seychelles Amateur Radio Association                      | SARA                                            |
| Sierra Leone                     | Sierra Leone Amateur Radio Society                        | SLARS                                           |
| Slovakia                         | Slovak Amateur Radio Association                          | SZR                                             |
| Slovenia                         | Association of Radio Amateurs of Slovenia                 | ZRS                                             |
| South Africa                     | South African Radio League                                | SARL                                            |
| Spain                            | Spanish Amateur Radio Union                               | URE                                             |
| Sudan                            | Sudan Amateur Radio Union                                 | SARU                                            |
| Sweden                           | Swedish Society of Radio Amateurs                         | SSA                                             |
| Switzerland                      | Union of Swiss Short Wave Amateurs                        | USKA                                            |
| Syria                            | Syrian Scientific Technical Amateur Radio Society         | SSTARS                                          |
| Tajikistan                       | Tajik Amateur Radio League                                | TARL                                            |
| Tanzania                         | Tanzania Amateur Radio Club                               | TARC                                            |
| Tunisia                          | Tunisian Amateur Radio Association                        | ARAT                                            |
| Turkey                           | Turkish Amateur Radio Association                         | TRAC                                            |
| Turkmenistan                     | League of Radio Amateurs of Turkmenistan                  | LRT                                             |
| Uganda                           | Uganda Amateur Radio Society                              | UARS                                            |
| Ukraine                          | Ukrainian Amateur Radio League                            | UARL                                            |
| United Arab Emirates             | Emirates Amateur Radio Society                            | EARS Archived 2019-06-29 at the Wayback Machine |
| United Kingdom                   | Radio Society of Great Britain                            | RSGB                                            |
| Zambia                           | Radio Society of Zambia (withdrawn)                       | RSZ                                             |
| Zimbabwe                         | Zimbabwe Amateur Radio Society                            | ZARS                                            |

### A 2. ITU körzetben
- Elnök:  Ramón Santoyo, XE1KK
- Alelnök:  José Arturo Molina, YS1MS
- Titkár:  George Gorsline, VE3YV
- Gazdasági vezető:  John Bellows, K0QB

| Country                          | Member society                                               | Abbreviation and website (if available)        |
| -------------------------------- | ------------------------------------------------------------ | ---------------------------------------------- |
| Anguilla                         | Anguilla Amateur Radio Society                               | AARS                                           |
| Antigua and Barbuda              | Antigua and Barbuda Amateur Radio Society                    | ABARS                                          |
| Argentina                        | Argentine Radio Club                                         | RCA                                            |
| Aruba                            | Aruba Amateur Radio Club                                     | AARC                                           |
| Bahamas                          | Bahamas Amateur Radio Society                                | BARS                                           |
| Barbados                         | Amateur Radio Society of Barbados                            | ARSB                                           |
| Belize                           | Belize Amateur Radio Club                                    | BARC                                           |
| Bermuda                          | Radio Society of Bermuda                                     | RSB                                            |
| Bolivia                          | Radio Club of Bolivia                                        | RCB                                            |
| Brazil                           | League of Brazilian Amateur Radio Transmitters               | LABRE                                          |
| British Virgin Islands           | British Virgin Islands Radio League                          | BVIRL                                          |
| Canada                           | Radio Amateurs of Canada                                     | RAC                                            |
| Cayman Islands                   | Cayman Amateur Radio Society                                 | CARS                                           |
| Chile                            | Chilean Radio Club                                           | RCCH                                           |
| Colombia                         | Colombian Amateur Radio League                               | LCRA                                           |
| Costa Rica                       | Radio Club of Costa Rica                                     | RCCR                                           |
| Cuba                             | Cuban Amateur Radio Federation                               | FRC                                            |
| Curaçao                          | Dutch Caribbean Association for Experimental Radio Research  | VERONA                                         |
| Dominica                         | Dominica Amateur Radio Club                                  | DARCI                                          |
| Dominican Republic               | Radio Club of the Dominican Republic                         | RCD Archived 2019-06-29 at the Wayback Machine |
| Ecuador                          | Guayaquil Radio Club                                         | GRC                                            |
| El Salvador                      | El Salvador Amateur Radio Club                               | CRAS                                           |
| Grenada                          | Grenada Amateur Radio Society                                | GARS                                           |
| Guatemala                        | Guatemala Amateur Radio Club                                 | CRAG                                           |
| Guyana                           | Guyana Amateur Radio Association (suspended)                 | GARA                                           |
| Haiti                            | Haitian Radio Club                                           | RCH                                            |
| Honduras                         | Radio Club of Honduras                                       | RCH                                            |
| Jamaica                          | Jamaica Amateur Radio Association                            | JARA                                           |
| Mexico                           | Mexican Federation of Radio Experimenters                    | FMRE                                           |
| Montserrat                       | Montserrat Amateur Radio Society                             | MARS                                           |
| Nicaragua                        | Nicaraguan Radio Experimenters' Club                         | CREN                                           |
| Panama                           | Panamanian Amateur Radio League                              | LPRA                                           |
| Paraguay                         | Radio Club of Paraguay                                       | RCP                                            |
| Peru                             | Radio Club of Peru                                           | RCP                                            |
| Saint Kitts and Nevis            | St. Kitts-Nevis-Anguilla Amateur Radio Society               | SKNAARS                                        |
| Saint Vincent and the Grenadines | St. Vincent & the Grenadines Amateur Radio Club              | SVGARC                                         |
| Suriname                         | Association of Radio Amateurs of Suriname (suspended)        | VRAS                                           |
| Trinidad and Tobago              | Trinidad and Tobago Amateur Radio Society                    | TTARS                                          |
| Turks and Caicos Islands         | Turks and Caicos Amateur Radio Society                       | TACARS                                         |
| United States                    | American Radio Relay League (IARU International Secretariat) | ARRL                                           |
| Uruguay                          | Radio Club of Uruguay                                        | RCU                                            |
| Venezuela                        | Radio Club of Venezuela                                      | RCV                                            |

### A 3. ITU körzetben
- President:  Wisnu Widjaja, YB0AZ
- Secretary:  Shizuo Endo, JE1MUI

| Country           | Member society                                                                      | Abbreviation and website (if available)          |
| ----------------- | ----------------------------------------------------------------------------------- | ------------------------------------------------ |
| Australia         | Wireless Institute of Australia                                                     | WIA                                              |
| Bangladesh        | Bangladesh Amateur Radio League                                                     | BARL                                             |
| Brunei            | Brunei Darussalam Amateur Radio Association                                         | BDARA Archived 2010-02-18 at the Wayback Machine |
| China             | Chinese Radio Amateurs Club                                                         | CRAC                                             |
| Republic of China | Chinese Taipei Amateur Radio League                                                 | CTARL                                            |
| Fiji              | Fiji Association of Radio Amateurs                                                  | FARA                                             |
| French Polynesia  | Oceanian Radio and Astronomy Club                                                   | CORA                                             |
| Hong Kong         | Hong Kong Amateur Radio Transmitting Society                                        | HARTS                                            |
| India             | Amateur Radio Society of India                                                      | ARSI                                             |
| Indonesia         | Organisasi Amatir Radio Indonesia                                                   | ORARI                                            |
| Japan             | Japan Amateur Radio League                                                          | JARL                                             |
| Macau             | Macau Amateur Radio Society                                                         | ARM                                              |
| Malaysia          | Malaysian Amateur Radio Transmitters' Society                                       | MARTS Archived 2008-04-08 at the Wayback Machine |
| Myanmar           | Burma Amateur Radio Transmitting Society (suspended)                                | BARTS                                            |
| New Caledonia     | New Caledonian Amateur Radio Association                                            | ARANC                                            |
| New Zealand       | New Zealand Association of Radio Transmitters                                       | NZART                                            |
| Pakistan          | Pakistan Amateur Radio Society                                                      | PARS                                             |
| Papua New Guinea  | Papua New Guinea Amateur Radio Society (suspended)                                  | PNGARS                                           |
| Philippines       | Philippine Amateur Radio Association                                                | PARA                                             |
| Pitcairn Islands  | Pitcairn Island Amateur Radio Association                                           | PIARA                                            |
| Samoa             | Samoa Amateur Radio Club                                                            | SARC                                             |
| Singapore         | Singapore Amateur Radio Transmitting Society                                        | SARTS                                            |
| Solomon Islands   | Solomon Islands Radio Society                                                       | SIRS                                             |
| South Korea       | Korean Amateur Radio League                                                         | KARL                                             |
| Sri Lanka         | Radio Society of Sri Lanka                                                          | RSSL                                             |
| Thailand          | Radio Amateur Society of Thailand under The Royal Patronage of His Majesty The King | RAST                                             |
| Tonga             | Amateur Radio Club of Tonga                                                         | ARCOT                                            |
| Vanuatu           | Vanuatu Amateur Radio Society                                                       | VARS                                             |
| Vietnam           | Vietnam Amateur Radio Club                                                          | VARC                                             |

### Országok, amelyekben nincsenek IARU tagszervezetek
* = Országok, amelyekben nem adhatók ki rádióamatőr engedélyek
| Region 1 | Region 2                  | Region 3 |
| --- | ------------------------- | --- |
| - Angola - Benin - Cape Verde - Central African - Republic Chad - Comoros - Equatorial Guinea - Eritrea - Guinea-Bissau - Libya - Madagascar - Malawi - Mauritania - Niger - Palestine - Somalia - South Sudan - Sudan - Togo - Uzbekistan - Vatican City - Yemen* | - Greenland - Saint Lucia | - Afghanistan - Bhutan - Cambodia - Cook Islands - Federated States of Micronesia - Iran - Kiribati - Laos - Maldives - Marshall Islands - Nauru - Nepal - Niue - North Korea* - Palau - Timor-Leste - Tuvalu |